# 乌尚吉·科考里
乌尚吉·科考里（1992年1月10日—）生于格鲁吉亚哥里，是一名代表阿塞拜疆参赛的男子柔道运动员。他原本代表格鲁吉亚参赛，2013年归化至阿塞拜疆，开始代表阿塞拜疆参加国际比赛。2018年，他在巴库进行的世界柔道锦标赛上获得男子100公斤以上级亚军，这是他的首个世锦赛奖牌。